# Vila fortificada de Millars

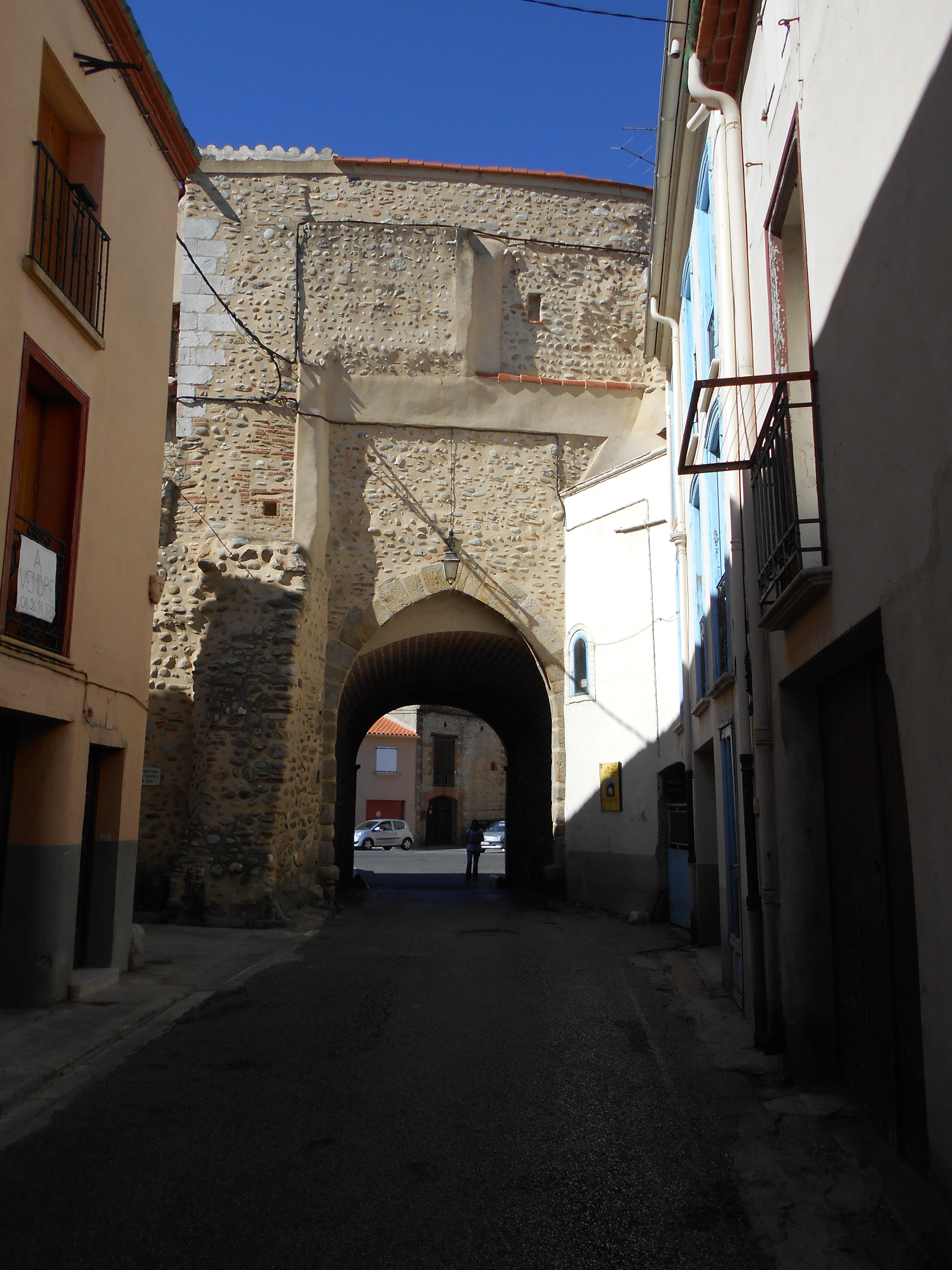
Porta de Vilafranca, part dedins

La Vila fortificada de Millars és la vila murada, fortificada, medieval, d'estil romànic del poble de Millars, a la comarca del Rosselló, Catalunya del Nord.
De forma circular bastant regular, envoltava la totalitat de la vila medieval sorgida al nord, oest i sud de la cellera primigènia engrandint considerablement el primer clos murat, el de la cellera, del qual encara es conserven alguns elements.

## Lacellera
De forma aproximadament circular, se'n conserva força bé la meitat meridional, mentre que la nord fou molt afectada per la remodelació de l'església parroquial a finals de l'Edat Mitjana. L'element més visible són tres portals, que unien la cellera amb el segon recinte murallat. És al voltant de l'església parroquial de Santa Eulàlia, amb les restes del Castell de Millars al costat de ponent.
| Restes de muralles de la vila fortificada | Restes de muralles de la vila fortificada | Restes de muralles de la vila fortificada | Restes de muralles de la vila fortificada |
| ----------------------------------------- | ----------------------------------------- | ----------------------------------------- | ----------------------------------------- |
|                                           |                                           |                                           |                                           |
| Primera porta de la cellera de Millars    | Segona porta de la cellera de Millars     | Tercera porta de la cellera de Millars    |                                           |

## Segon recinte de muralles
Les muralles es conserven quasi senceres, però amagades per les cases que, sovint a banda i banda, s'hi han construït al llarg dels segles. Els llocs on són més visibles és a l'interior del recinte, en indrets on no s'hi va construir, o que s'han alliberat modernament.
L'element que es conserva més sencer és la Porta de Vilafranca, per on sortia el camí ral en direcció a Vilafranca de Conflent.
| Restes de muralles de la vila fortificada | Restes de muralles de la vila fortificada | Restes de muralles de la vila fortificada | Restes de muralles de la vila fortificada |
| ----------------------------------------- | ----------------------------------------- | ----------------------------------------- | ----------------------------------------- |
|                                           |                                           |                                           |                                           |
| Fragments de les muralles de Millars      |                                           |                                           |                                           |